# War Gonzo

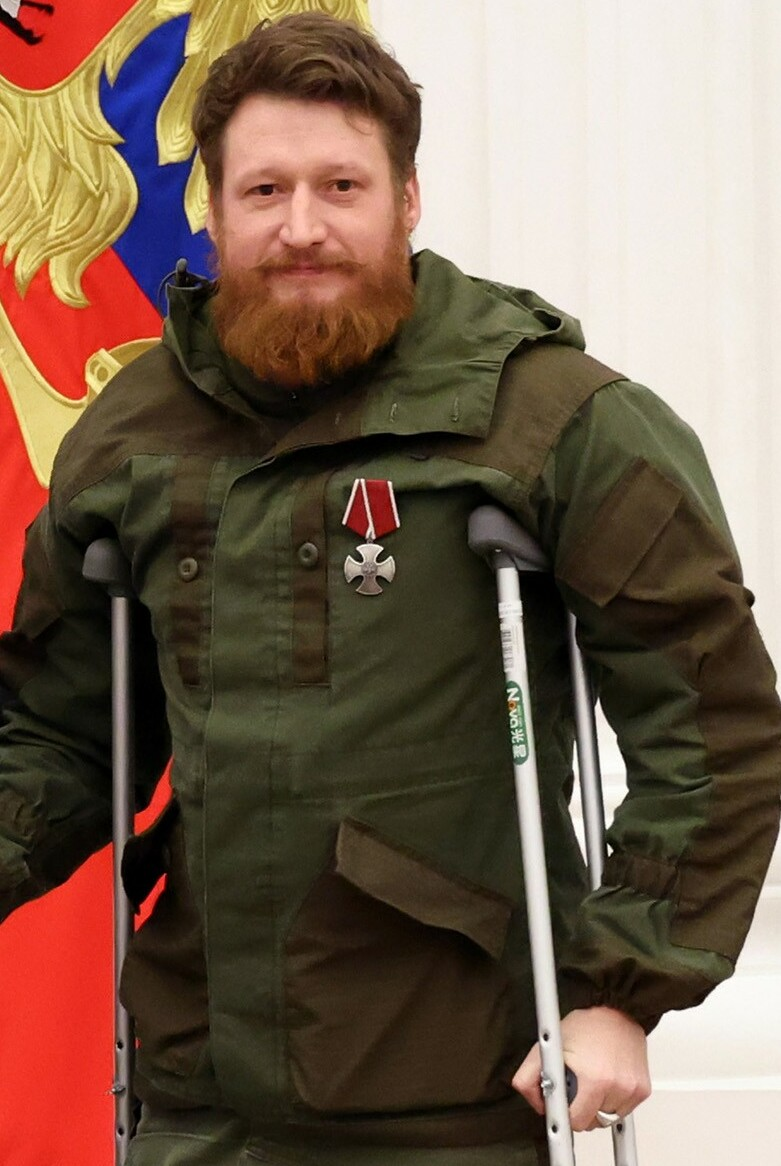
Semjon Pegow, bekannt als War Gonzo (2022)

War Gonzo, bürgerlich Semjon Wladimirowitsch Pegow (russisch Семён Владимирович Пегов; geboren am 9. September 1985 in Smolensk), ist ein russischer Blogger, Journalist, Kriegsberichterstatter und Propagandist, bekannt für die Veröffentlichung von inszenierten oder gefälschten Videos in sozialen Medien. Er leitet den einflussreichen Telegram-Kanal WarGonzo, der mit den russischen Geheimdiensten in Verbindung gebracht wurde und der von aktuellen Konflikten aus russischer Sicht berichtet (Russisch-Ukrainischer Krieg, sowie zuvor der Bergkarabach-Konflikt und der Russisch-Georgische Krieg).

## Leben und Wirken
Pegow wurde am 9. September 1985 in Smolensk geboren und schloss sein Studium an der Fakultät für Philologie an der Staatlichen Universität Smolensk ab. Pegow arbeitete zunächst von 2006 bis 2008 als Fernsehjournalist für VGTRK in Smolensk. Im Jahr 2008 wurde er während der russischen Angriffs gegen Georgien in das besetzte Abchasien geschickt, um für einen lokalen Fernsehsender zu arbeiten.
Im Jahr 2014 arbeitete er während der Annexion der Krim als Korrespondent für den 2017 geschlossenen, kremlnahen Fernsehkanal LifeNews. Seither leitet Semen Pegow den Telegram-Kanal WarGonzo, der sich mit 1,3 Millionen Abonnenten zu einem einflussreichen russischen Medium entwickelt hat.
Pegow gehörte zu 300 Medienarbeitern, die 2014 von Russland heimlich mit der Medaille des Ordens „Für Verdienste um das Vaterland“ für die „objektive Berichterstattung über die Ereignisse auf der Krim“ ausgezeichnet wurden.

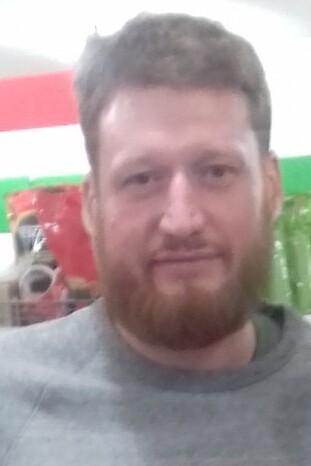
Semjon Pegow (2020)

Laut dem russischen Botschafter in Belarus Dmitri Mesenzew wurde Pegow im August 2020 von der belarussischen Polizei während einer Protestaktion von Anhängern der Präsidentschaftskandidatin Swjatlana Zichanouskaja in Minsk festgenommen. Dank des Eingreifens des russischen Außenministeriums und von Journalistenverbänden wurde Pegow freigelassen.
Im September 2020 ging Pegow in die Konfliktzone Bergkarabach, um den Konflikt hauptsächlich aus pro-separatistischen Sicht zu behandeln. Im Oktober 2020 leitete die Generalstaatsanwaltschaft von Aserbaidschan ein Strafverfahren gegen Semjon Pegow ein, nachdem sie mehrere seiner Videos mit Aufrufen zur Verletzung der territorialen Integrität des Landes analysiert hatte. Er wurde auch beschuldigt, gegen die Gesetze „Über die Staatsgrenze der Republik Aserbaidschan“ und den Migrationskodex der Republik Aserbaidschan verstoßen zu haben, indem er ohne offizielle Erlaubnis nach Bergkarabach einreiste.
Im Dezember 2021 wurde Semjon Pegow von moldawischen Spezialdiensten am Flughafen in Chișinău während seines Fluges nach Moskau festgenommen und nach einer Durchsuchung und Befragung freigelassen.
Im Januar 2022 wurde Pegows Buch über den im Donbass kämpfenden russischen Söldner Arsen „Motorola“ Pawlow, der für Folter und Ermordung ukrainischer Kriegsgefangener bekannt war und im Oktober 2016 durch einen Sprengstoffanschlag unbekannter Urheberschaft ums Leben kam, im russisch besetzten Donezk veröffentlicht.
Laut StopFake.org, einem Projekt des ukrainischen Medien-NGO Media Reforms Centers, verbreitete Pegow im Januar 2022 die Falschnachricht, die ukrainischen Behörden hätten territoriale Verteidigungseinheiten bewaffnet, die in den Donbass geschickt seien, um dort Zivilisten zu ermorden.
Im Februar 2022 veröffentlichte er ein Video, das vorgab einen Anschlag ukrainischer Geheimdienste auf Denis Sinenkows Auto, einen der Anführer der so genannten Volksrepublik Donezk, zu zeigen; dieser Anschlag diente wenige Tage später als einer der russischen Vorwände für den militärischen Überfall auf die Ukraine.
Im Mai 2022 gab er ein Video aus, das vorgibt, geheime Laboratorien in Mariupol aufgedeckt zu haben, in denen die NATO bakteriologische Forschung in Biowaffen betreibe.
Im Oktober 2022 wurde Pegow in der Nähe von Donezk am Fuß verwundet, scheinbar durch eine Antipersonenmine; anschließend wurde er von Präsident Putin für seinen Mut mit einem Orden ausgezeichnet.
Im Juni 2023 soll Pegow mit anderen Bloggern und Propagandisten von Putin erneut zur Abstimmung der propagandistischen Linie in den Kreml eingeladen worden sein.
Kurz danach zirkulierten Bilder auf den sozialen Medien, die den Tod Pegows bei Nahkämpfen bei der Aushebung russischer Gräben in der Ukraine zeigen sollen. Sein Twitter-Account dementierte diese Meldungen;
im Juli kamen erneut Videos von Pegow auf.